# Torca
Torca è una frazione del comune di Massa Lubrense, in città metropolitana di Napoli.
Piccolo paese della Penisola Sorrentina che affaccia sulla costiera amalfitana, ed è situata nel golfo di Salerno, di fronte alle isolette de Li Galli. Ha alle sue spalle la pineta delle Tore di Sorrento. Il suo territorio si estende per la maggior parte nel comune di Massa Lubrense e in minor parte in quello di Sorrento. A Torca la strada rotabile finisce ed iniziano i numerosi sentieri che conducono a particolari vedute paesaggistiche.

## Storia
Torca era parte del territorio di Sorrento fino al XIV secolo, in seguito venne inglobata dalla nuova città di Massa Lubrense, condividendone tutte le successive vicende storiche fino ai nostri giorni, salvo un incerto periodo di autonomia vissuto nel XVIII secolo. Se fosse confermata l'ipotesi della presenza sulla marina di Torca (meglio conosciuta come fiordo di Crapolla) di un famoso tempio greco dedicato ad Apollo, sarebbe anche chiarito il mistero che avvolge il toponimo "Torca". Si suppone, infatti, che da Sorrento partissero delle processioni (Theorie) composte da ambasciate provenienti dalla Grecia che percorrendo la "Theorica Via" andassero a rendere omaggio al detto Tempio. Il nome Torca in questo caso deriverebbe proprio da "Theorica" Via. Di certo il luogo della marina fu colonizzato dagli antichi romani visto che ancora oggi sono visibili resti di ville e colonne di epoca augustea.

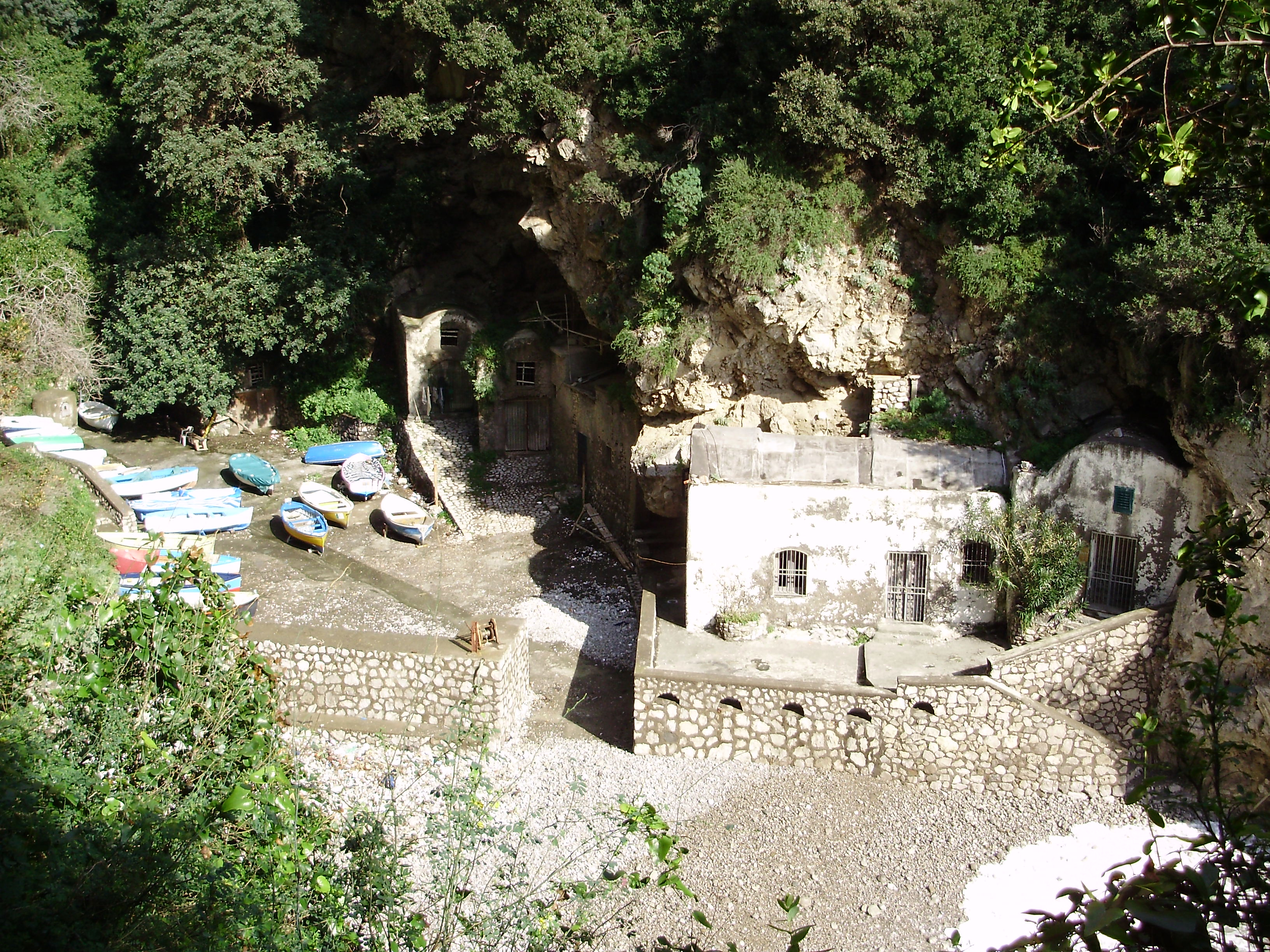
Marina di Torca o Crapolla

È dall'anno 1100 circa che si hanno notizie di una bellissima e ricchissima abbazia costruita sui resti del presunto tempio di Apollo e retta dai frati Benedettini Neri. Col passare del tempo, però, divenendo le coste insicure a causa delle scorrerie dei pirati, i pescatori che lì vivevano, dovettero trasferirsi in collina per una maggiore sicurezza. La stessa abbazia venne più volte depredata, tanto che già verso l'anno 1500 versava in uno stato pietoso. Sulla collina vivevano già dei coloni insediati dai monaci. Coloni e pescatori appartenevano con molta probabilità ad una stessa grande famiglia visto che quasi tutti gli abitanti del tempo si chiamavano "D'Aveta". Così iniziò a formarsi il primo nucleo del villaggio di Torca.
Il 13 giugno del 1558 ci fu il più disastroso saccheggio dei pirati. Essi distrussero buona parte della penisola sorrentina, ammazzarono cittadini inermi, violentarono donne e rapirono solo a Torca 103 persone pari quasi al 40% dei suoi abitanti. Dopo questo episodio iniziò la costruzione di una Torre di difesa.

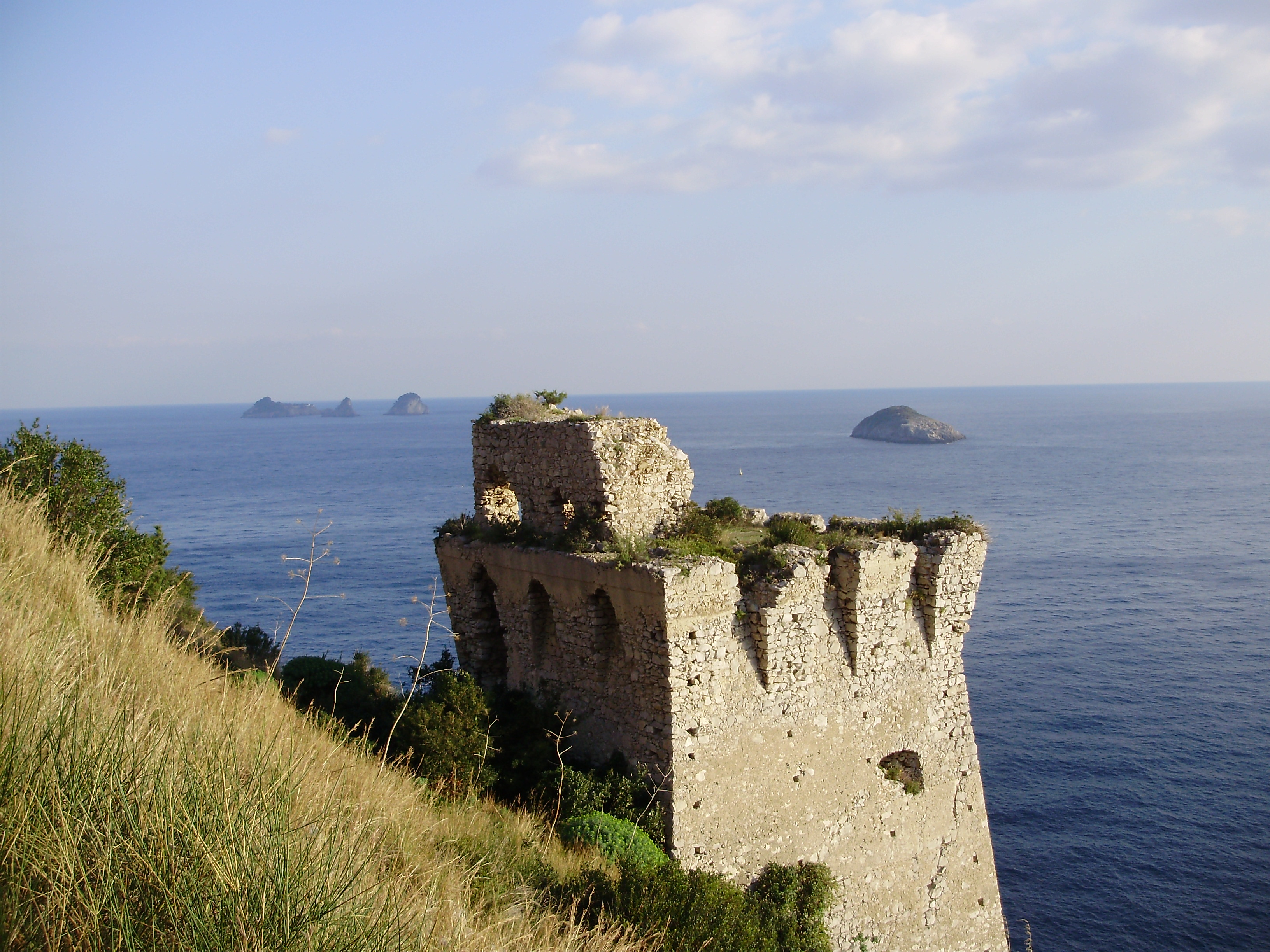
Torre di difesa

All'inizio del XVII secolo a causa di una forte tassazione imposta dal capoluogo Massa Lubrense, e per altri problemi riguardanti alcune terre demaniali, iniziò una lite tra i Torchesi e gli amministratori comunali che portò alla richiesta di separazione di Torca il 17 ottobre 1625. Un altro tentativo di separazione venne fatto anche nel XVIII secolo, e pare abbia effettivamente condotto all'autonomia comunale seppure per pochi anni.
Fin dal 1799 con l'arrivo della ventata liberale francese diverse famiglie abbracciarono questa nuova idea. Frustrate successivamente dalla restaurazione Borbonica esse si unirono alla Carboneria preparando i moti del 1820 e del 1848.
Con l'unità d'Italia il benessere che c'era stato in passato lasciò il posto ad una crisi economica e sociale, dando inizio al fenomeno dell'emigrazione che si protrasse con andamento incostante fino alla metà del XX secolo.

## Monumenti e luoghi d'interesse
- Chiesa parrocchiale ed oratorio
- Resti dell'Abbazia di San Pietro a Crapolla
- Le murecine realizzate in luoghi impossibili
- La Torre medievale
- La settecentesca Villa D'Aveta (non visitabile)
- Il monte di Torca
- Sant'Elia
- La via per Borra
- La marina di Torca o Fiordo di Crapolla
- Grotte Vaccare
- Le isole di Vitara e Isca

N.B. In grassetto luoghi accessibili solo a piedi e con grande difficoltà. L'Abbazia e il fiordo di Crapolla si possono raggiungere anche con barche.
In corsivo luoghi estremamente difficili da raggiungere (quasi impossibili) per mancanza di un chiaro sentiero e per la pericolosità del territorio.

## Geografia antropica

### Contrade storiche
- Casa Schisani (Torca centro)
- Nuvola o Nula
- Torricella
- Monticelli
- Gesine
- Casale Vecchio
- Salastra
- Serola
- Rivo Maiuri
- Veterino
- Crapolla
- Schioppa